# Ташиев, Камолидин Нажимидинович
Камолидин Нажимидинович Ташиев (род. 9 февраля 2000, Джалал-Абад) — киргизский футболист, защитник клуба «Абдыш-Ата».

## Биография
Воспитанник клуба «Абдыш-Ата». Дебют в чемпионате Кыргызстана состоялся в 2018 году. В начале 2020 года Ташиев заключил контракт с сингапурским «Гейланг Интернэшнл», где отыграв 5 матчей в чемпионате Сингапура, вернулся в «Абдыш-Ату». В 2022 году Браузман вместе с «Абдыш-Атой» оформил золотой дубль — став чемпионом и обладателем кубка Кыргызстана.
Выступал за юношеские сборные Кыргызстана. Участник Кубка президента Казахстана 2015 года и Мемориала Гранаткина 2018 года. В составе национальной сборной провёл один матч (не признан официальным ФИФА) — 31 декабря 2018 года против Палестины (2:1).

## Достижения
- Чемпион Кыргызстана: 2022
- Обладатель Кубка Кыргызстана: 2022